# Bouche à bouche (film)
Pour plus de détails, voir Fiche technique et Distribution.
Bouche à bouche (Boca a boca) est un film espagnol réalisé par Manuel Gómez Pereira, sorti en 1995.

## Synopsis
Víctor Ventura est un acteur en herbe, qui travaille la nuit dans un téléphone rose. Un jour, il fait la connaissance d’Amanda, une jeune femme qui souhaite davantage que discuter. Elle va l'emmener dans un complot d’assassinat tandis que son rêve de carrière d’acteur s’éloigne de plus en plus.

## Fiche technique
- Titre original : Boca a boca
- Titre français : Bouche à bouche
- Réalisation : Manuel Gómez Pereira
- Scénario : Manuel Gómez Pereira, Juan Luis Iborra, Joaquín Oristrell et Naomi Wise
- Photographie : Juan Amorós
- Musique : Bernardo Bonezzi
- Pays de production : Espagne
- Date de sortie : 1995

## Distribution
- Javier Bardem : Víctor Ventura
- Aitana Sánchez-Gijón : Amanda
- José-Maria Flotats : Bill / Ricardo
- María Barranco : Angela
- Myriam Mézières : Sheila Crawford
- Jordi Bosch : Belvedere
- Tres Hanley : Debra Reynolds
- Alastair Mackenzie : Oswaldo
- Kiti Mánver : Lucy
- Fernando Guillén Cuervo : Raúl
- Amparo Baró : Mère de Raúl
- Asunción Balaguer : Mère de Luci
- Germán Cobos : Père de Luci
- Pilar Bardem : Mère de Víctor
- Candela Peña : Tanya
- Fernando Colomo : Cirujano Plástico
- Carmen Balagué : Portera
- Antonio Resines : Directeur du casting (non crédité)
- Shangay Lily[1]